# Roef de Vries
Roelof (Roef) de Vries (Breda, 28 april 1915 – 21 oktober 1992) was een Nederlands politicus voor de PvdA.
Hij werd geboren als zoon van een 'conducteur der brievenmalen'. In 1934 trad hijzelf in dienst bij de afdeling directe belastingen van het ministerie van Financiën. In 1940 maakte De Vries de overstap naar het kadaster waar hij in 1955 bureau-chef was. In 1966 kwam hij in de gemeenteraad van Maastricht en was daar wethouder tot 1978. In april 1979 werd hij benoemd tot waarnemend burgemeester van Hulsberg wat hou zou blijven tot die gemeente in 1982 werd opgeheven. De Vries overleed eind 1992 op 77-jarige leeftijd.